# Zlatan Arnautović
Zlatan Arnautović, jugoslovanski (srbski) rokometaš, * 2. september 1956, Prijedor.
Leta 1984 je na poletnih olimpijskih igrah v Los Angelesu v sestavi jugoslovanske rokometne reprezentance osvojil zlato olimpijsko medaljo; na predhodnih igrah pa je reprezentanca osvojila 6. mesto.